# Destiny-太陽の花-/恋水-tears of love-
「Destiny-太陽の花-／恋水-tears of love-」（デスティニー・たいようのはな/こいみず・ティアーズ・オブ・ラヴ）は、島谷ひとみの22枚目のシングルである。2006年6月21日発売。avex traxよりリリースされた。

## 解説
- ダブルAサイド・シングルであり、島谷ひとみ初の「シングルCD＋DVD」（初回限定盤）も同時発売された。初回限定盤と通常盤ではジャケットが異なる。
- 初回特典は手塚プロダクション書き下ろしによるオリジナル・ステッカーであり、これも初回限定盤と通常盤ではタイプが異なる。
- 「Destiny -太陽の花-」は、読売テレビ・日本テレビ系テレビアニメ『ブラック・ジャック21』オープニングテーマ。4度目のアニメソングタイアップが付いた。また台湾では2008年にMazda3（アクセラ）のCMソングとして使用された。
- 「恋水 -tears of love-」は、テレビ東京系ドラマ『水曜ミステリー9』エンディングテーマ。

## 収録曲

### CD
1. Destiny -太陽の花-　
  - 作詞：六ツ見純代／作曲･編曲：柳沢英樹
オーケストラアレンジ：曽我大介／オーケストラ演奏：東京ニューシティ管弦楽団
  - 読売テレビ・日本テレビ系テレビアニメ『ブラック・ジャック21』オープニングテーマ
2. 恋水 -tears of love-
  - 作詞：島谷ひとみ・宮崎歩／作曲：宮崎歩／編曲：宮崎歩･宮崎道
  - テレビ東京系『水曜ミステリー9』エンディングテーマ
3. Destiny -太陽の花- <Black Jack 21 Mix>
  - 『ブラック・ジャック21』のオープニングに使用されたバージョンである。アニメのオープニングに合わせて、演奏時間がオリジナルバージョンよりも大幅に短くなっている。さらに楽器の演奏法や島谷ひとみの歌唱方もオリジナルバージョンと異なっている。
4. Destiny -太陽の花-（instrumental）
5. 恋水 -tears of love-（instrumental）

### DVD
1. Destiny -太陽の花- MUSIC CLIP（副音声付き）
2. 恋水 -tears of love- MUSIC CLIP（副音声付き）

## カバー
- 四条貴音（CV：原由実） - 2015年6月3日発売のアルバム『THE IDOLM@STER MASTER ARTIST 3 06 四条貴音』にてカバー。